# 398. strelska divizija (ZSSR)
398. strelska divizija (izvirno rusko . стрелковая дивизия; kratica 398. SD) je bila strelska divizija Rdeče armade v času druge svetovne vojne.

## Zgodovina
Divizija je bila ustanovljena septembra 1941 v Kirovobadu in uničena maja 1942 med bitko za Kerč.